# Dan Campbell (Footballtrainer)
Daniel Allen Campbell (* 13. April 1976 in Clifton, Texas) ist ein US-amerikanischer American-Football-Trainer und ehemaliger -Spieler. Aktuell ist er der Head Coach der Detroit Lions in der NFL. Davor war er als Assistenztrainer bei den Miami Dolphins und den New Orleans Saints tätig. Als Spieler war der Tight End über 10 Jahre bei verschiedenen Teams in der NFL aktiv.

## Frühe Jahre
Campbell wurde in Texas geboren und besuchte die Glen Rose High School in Glen Rose, Texas. Dort war er in der Footballmannschaft aktiv. Nach seinem Highschoolabschluss erhielt er ein Stipendium der Texas A&M University in College Station, Texas, für die er von 1995 bis 1998 ebenfalls in der Footballmannschaft aktiv war. Insgesamt kam er in dieser Zeit in 48 Spielen zum Einsatz und konnte insgesamt 3 Touchdowns erzielen. Daneben war er auch mit seinem Team erfolgreich, so konnten sie 1995 den Alamo Bowl und 1998 die Big 12 Conference gewinnen.

## Spielerkarriere

### New York Giants
Beim NFL-Draft 1999 wurde Campbell in der 3. Runde an 79. Stelle von den New York Giants ausgewählt. Sein NFL-Debüt gab er am 1. Spieltag der Saison 1999 beim 17:13-Sieg der Giants gegen die Tampa Bay Buccaneers. Am 13. Spieltag stand er beim 41:28-Sieg gegen die New York Jets auch erstmals in der Startformation der Giants. Die letzten Spiele der Saison verpasste Campbell jedoch. Insgesamt kam er in seiner Rookie-Saison in 12 Spielen zum Einsatz, ohne dabei einen Pass zu fangen. In der Saison 2000 kam er verstärkt zum Einsatz. Beim 21:16-Sieg gegen die Arizona Cardinals am 1. Spieltag konnte er seinen ersten Pass über 10 Yards von Quarterback Kerry Collins fangen. Bei der 14:28-Niederlage gegen die Tennessee Titans am 5. Spieltag konnte er schließlich seinen ersten Touchdown in der NFL erzielen. Es folgten weitere Touchdowns am 12. Spieltag gegen die Detroit Lions sowie am 13. Spieltag gegen die Arizona Cardinals. Da die Giants in dieser Saison 12 Spiele gewannen und nur 4 verloren, konnten sie sich für die Playoffs qualifizieren. Dort gab Campbell beim 20:10-Sieg gegen die Philadelphia Eagles in der 2. Runde sein Debüt. Nachdem die Giants auch im NFC Championship Game gegen die Minnesota Vikings mit 41:0 gewannen, konnten sie sich für Super Bowl XXXV gegen die Baltimore Ravens qualifizieren. Das Spiel wurde allerdings mit 7:34 verloren.
In der Saison 2001 etablierte sich Campbell größtenteils als Starter für die Giants auf der Position des Tight Ends, konnte dabei allerdings nur einen Touchdown beim 23:9-Sieg gegen die Washington Redskins am 4. Spieltag erzielen. In der Saison 2002 kam er in allen 16 Spielen als Starter zum Einsatz und war somit ein wichtiger Faktor, dass sich die Giants mit 10 Siegen und 6 Niederlagen erneut für die Playoffs qualifizierten. Das Spiel gegen die San Francisco 49ers in der 1. Runde wurde allerdings mit 38:39 verloren. Nach der Saison wurde Campbell ein Free Agent.

### Dallas Cowboys
Daraufhin unterschrieb er einen Vertrag bei den Dallas Cowboys. Für sie gab er am 1. Spieltag der Saison 2003 bei der 13:27-Niederlage gegen die Atlanta Falcons sein Debüt. Seinen ersten Touchdown erzielte er am 10. Spieltag beim 10:6-Sieg gegen die Buffalo Bills nach einem Pass von Quarterback Quincy Carter. Auch hier war er direkt Stammspieler und verhalf auch seinem neuen Team zur Qualifikation für die Playoffs, man schied allerdings in der 1. Runde mit 10:29 gegen die Carolina Panthers aus. Auch in die Saison 2004 startete er als Stammspieler, am 3. Spieltag verletzte er sich jedoch am Fuß, wurde auf die Injured Reserve Liste gesetzt und fiel für die restliche Saison aus. Damit fiel er auch hinter seinem Konkurrenten auf der Position des Tight Ends, Jason Witten, zurück, der ein Karrierejahr hatte und fortan der wichtigere Anspielpartner des Quarterbacks war. In der Saison 2005 kam er dann wieder regelmäßig zum Einsatz, erhielt jedoch kaum Pässe und wurde mehr als Blocker eingesetzt. Nach der Saison wurde er erneut ein Free Agent.

### Detroit Lions
Am 14. März 2006 unterschrieb Campbell einen Vertrag bei den Detroit Lions. Dort gab er am 1. Spieltag bei der 6:9-Niederlage gegen die Seattle Seahawks sein Debüt. Bei seinem 100. Einsatz in der NFL am 5. Spieltag, einer 17:26-Niederlage gegen die Minnesota Vikings, konnte er auch seinen 1. Touchdown für die Lions nach einem Pass von Jon Kitna fangen. In der Saison 2006 kam er für die Lions noch fast immer als Stammspieler zum Einsatz und spielte eine gute Saison. In den Saisons 2007 und 2008 konnte er zusammen allerdings nur in 3 Spielen zum Einsatz kommen und war von vielen Verletzungen geplagt. Deswegen wurde er am 9. Februar 2009 von den Lions entlassen.

### New Orleans Saints
Daraufhin unterschrieb er einen Vertrag bei den New Orleans Saints unter deren Head Coach Sean Payton. Noch vor Saisonbeginn verletzte er sich jedoch erneut und wurde auf die Injured Reserve Liste gesetzt, wo er die gesamte Saison verbrachte. Ohne ihn erreichten die Saints in dieser Saison Super Bowl XLIV, den sie mit 31:17 gegen die Indianapolis Colts gewinnen konnten. Nach der Saison beendete Campbell aufgrund seiner vielen Verletzungen seine aktive Karriere.

## Trainerkarriere

### Miami Dolphins
Zur Saison 2010 wechselte er in den Trainerstab der Miami Dolphins, zunächst als Praktikant. 2011 wurde er schließlich zum Trainer der Tight Ends unter Cheftrainer Tony Sparano befördert. Dies blieb er auch nach Sparanos Entlassung unter dessen Nachfolger Joe Philbin. Nachdem dieser zu Beginn der Saison 2015 jedoch nur eins der ersten vier Spiele gewinnen konnte und deswegen entlassen wurde, wurde Campbell zum Interimstrainer für die restliche Saison befördert. Mit ihm konnten sie immerhin 5 der letzten 12 Spiele gewinnen, beendeten die Saison trotzdem als Letzter in der AFC East.

### New Orleans Saints
Daraufhin unterschrieb er einen Vertrag bei den New Orleans Saints, um dort Assistenz-Cheftrainer sowie Trainer der Tight Ends unter Sean Payton, für den er bereits als Spieler aktiv gewesen war, zu werden. Zwischen 2016 und 2020 konnte er mit den Saints mehrfach die Playoffs erreichen, jedoch nie den Super Bowl.

### Detroit Lions
Am 20. Januar 2021 wurde Campbell als neuer Cheftrainer der Detroit Lions vorgestellt.
In seiner Antrittspressekonferenz am folgenden Tag sagte er: „Dieses Team wird die Identität dieser Stadt übernehmen. Diese Stadt hat Rückschläge erlitten, aber immer wieder einen Weg gefunden, sich aufzurappeln. Dieses Team wird auf Kampfgeist gebaut sein. Wir werden euch in die Zähne treten... Wir werden zu Boden gehen, aber auf dem Weg nach oben ein Stück von eurem Knie abbeißen... Am Ende werden wir die Letzten sein, die noch stehen. Jede Niederlage, die wir einstecken, wird uns voll treffen, wir werden sie fühlen und uns nicht betäuben lassen.“ Mit den Lions wurde Campbell für seine Energie, aggressiven Spielstil und seine Interaktionen mit den Medien bekannt.
Das Team befand sich zu diesem Zeitpunkt im Umbruch, unter anderem wurde der langjährige Franchise-Quarterback Matthew Stafford vor der Saison 2021 zu den Los Angeles Rams getradet, unter anderem im Austausch für Auswahlrechte in der ersten Runde der NFL Drafts 2022 und 2023 sowie Quarterback Jared Goff.

#### Saison 2021
Campbell konnte das Team, das bereits in der Vorsaison mit nur fünf Siegen eines der schlechtesten in der Liga war, allerdings nicht stabilisieren. So verlor das Team die ersten acht Spiele der Saison allesamt. Am 10. Spieltag konnte sein Team gegen die Pittsburgh Steelers zumindest unentschieden spielen, der erste Sieg gelang jedoch erst am 13. Spieltag mit 29:27 gegen die Minnesota Vikings. Insgesamt gelangen in Campbells Debütsaison drei Siege bei 13 Niederlagen und einem Unentschieden.

#### Saison 2022
Auch in die Saison 2022 startete das Team von Campbell schlecht. So konnte nur eines der ersten sieben Saisonspiele gewonnen werden. Daraufhin schaffte es die Mannschaft jedoch, acht der restlichen zehn Spiele zu gewinnen, sodass sie am Ende mit neun Siegen bei acht Niederlagen erstmals seit 2017 mehr Siege als Niederlagen verzeichnete. Die Playoffs verpassten die Lions jedoch knapp, obwohl sie Zweiter in ihrer Division geworden waren.

#### Saison 2023
Campbell und die Lions starteten mit einer 8–2-Bilanz, ihrem besten Saisonstart seit 1962. Ein Sieg gegen die Minnesota Vikings sicherte den Lions ihren ersten Divisionssieg seit 30 Jahren und garantierte ihnen auch ihr erstes Heimspiel in den Playoffs seitdem. Sie beendeten die reguläre Saison mit 12–5 und stellten damit einen Franchise-Rekord für Siege in der Regular Season ein. Am 14. Januar 2024 besiegten die Lions die Los Angeles Rams mit 24:23 und holten damit ihren ersten Playoff-Sieg seit 1991. Am 21. Januar setzten sie ihren Playoff-Lauf mit einem 31:23-Sieg gegen die Tampa Bay Buccaneers fort. Das erste Mal seit der NFL-AFL-Fusion gewannen die Lions zwei Playoff-Spiele in Folge. Im ersten NFC-Championship-Game-Auftritt der Lions seit 32 Jahren verloren sie jedoch mit 31:34 gegen die San Francisco 49ers, nachdem sie eine 24:7-Halbzeitführung verspielt hatten. Nach dem Spiel wurde Campbell für seine aggressiven Entscheidungen kritisiert, darunter der Versuch, zweimal in Field-Goal-Reichweite einen vierten Versuch auszuspielen, die beide scheiterten. Auch die Entscheidung zu einem Laufspiels-Zug bei einem Rückstand von 10 Punkten mit 1:05 Minuten verbleibender Spielzeit wurde kritisiert, da die Lions dadurch zu einem Timeout und einem Onside-Kick gezwungen wurden.

#### Saison 2024
Campbell und die Lions bauten auf dem Erfolg der Saison 2023 auf und schlossen die Saison mit einer Bilanz von 15–2 ab, einem Franchise-Rekord für Siege in der Regular Season. Als bestes Team der NFC starteten sie mit einem Freilos in die Playoffs.

## Karrierestatistiken

### Als Spieler
| Legende | Legende            |
| ------- | ------------------ |
| Fett    | Karrierehöchstwert |

#### Regular Season
| Saison                             | Team             | Spiele | Spiele  | Gefangen     | Gefangen     | Gefangen     | Gefangen     | Gefangen     | Fumbles      | Fumbles      |
| Saison                             | Team             | Gesamt | Starter | Passfänge    | Yards        | Avg          | Lang         | TD           | Gesamt       | Verloren     |
| ---------------------------------- | ---------------- | ------ | ------- | ------------ | ------------ | ------------ | ------------ | ------------ | ------------ | ------------ |
| 1999                               | Giants           | 12     | 1       | 0            | 0            | 0,0          | 0            | 0            | 0            | 0            |
| 2000                               | Giants           | 16     | 5       | 8            | 46           | 5,8          | 13           | 3            | 1            | 1            |
| 2001                               | Giants           | 16     | 12      | 13           | 148          | 11,4         | 25           | 1            | 0            | 0            |
| 2002                               | Giants           | 16     | 16      | 22           | 175          | 8,0          | 27           | 1            | 0            | 0            |
| 2003                               | Cowboys          | 16     | 15      | 20           | 195          | 9,8          | 23           | 1            | 0            | 0            |
| 2004                               | Cowboys          | 3      | 2       | 2            | 16           | 8,0          | 9            | 0            | 0            | 0            |
| 2005                               | Cowboys          | 16     | 12      | 3            | 24           | 8,0          | 18           | 1            | 0            | 0            |
| 2006                               | Lions            | 16     | 11      | 21           | 308          | 14,7         | 30           | 4            | 0            | 0            |
| 2007                               | Lions            | 2      | 1       | 1            | 1            | 1,0          | 1            | 0            | 0            | 0            |
| 2008                               | Lions            | 1      | 0       | 1            | 21           | 21,0         | 21           | 0            | 0            | 0            |
| 2009                               | Saints           | 0      | 0       | Ohne Einsatz | Ohne Einsatz | Ohne Einsatz | Ohne Einsatz | Ohne Einsatz | Ohne Einsatz | Ohne Einsatz |
| Gesamte Karriere                   | Gesamte Karriere | 114    | 76      | 91           | 934          | 10,3         | 30           | 11           | 1            | 1            |
| Quelle: pro-football-reference.com |                  |        |         |              |              |              |              |              |              |              |

#### Postseason
| Saison                             | Team             | Spiele | Spiele  | Gefangen  | Gefangen | Gefangen | Gefangen | Gefangen | Fumbles | Fumbles  |
| Saison                             | Team             | Gesamt | Starter | Passfänge | Yards    | Avg      | Lang     | TD       | Gesamt  | Verloren |
| ---------------------------------- | ---------------- | ------ | ------- | --------- | -------- | -------- | -------- | -------- | ------- | -------- |
| 2000                               | Giants           | 3      | 0       | 0         | 0        | 0,0      | 0        | 0        | 0       | 0        |
| 2002                               | Giants           | 1      | 1       | 2         | 13       | 6,5      | 10       | 0        | 0       | 0        |
| 2003                               | Cowboys          | 1      | 1       | 0         | 0        | 0,0      | 0        | 0        | 0       | 0        |
| Gesamte Karriere                   | Gesamte Karriere | 5      | 2       | 2         | 13       | 6,5      | 10       | 0        | 0       | 0        |
| Quelle: pro-football-reference.com |                  |        |         |           |          |          |          |          |         |          |

### Als Trainer
| Team                               | Saison           | Regular Season | Regular Season | Regular Season | Regular Season                                        | Regular Season      | Postseason | Postseason  | Postseason | Postseason                                                      |
| Team                               | Saison           | Siege          | Niederlagen    | Unentschieden  | Siege % (Unentschieden werden als 0,5 Siege gewertet) | Platzierung         | Siege      | Niederlagen | Siege %    | Ergebnis                                                        |
| ---------------------------------- | ---------------- | -------------- | -------------- | -------------- | ----------------------------------------------------- | ------------------- | ---------- | ----------- | ---------- | --------------------------------------------------------------- |
| Dolphins                           | 2015*            | 5              | 7              | 0              | 41,7                                                  | 4. in der AFC East  | —          | —           | –          | —                                                               |
| Dolphins Gesamt                    | Dolphins Gesamt  | 5              | 7              | 0              | 41,7                                                  |                     | —          | —           | –          |                                                                 |
| Lions                              | 2021             | 3              | 13             | 1              | 20,6                                                  | 4. in der NFC North | —          | —           | –          | —                                                               |
| Lions                              | 2022             | 9              | 8              | 0              | 52,9                                                  | 2. in der NFC North | —          | —           | –          | —                                                               |
| Lions                              | 2023             | 12             | 5              | 0              | 70,6                                                  | 1. in der NFC North | 2          | 1           | 66,6       | Niederlage gegen San Francisco 49ers im NFC-Meisterschaftsspiel |
| Lions                              | 2024             | 15             | 2              | 0              | 88,2                                                  | 1. in der NFC North | 0          | 1           | 0,0        | Niederlage gegen Washington Commanders im NFC-Divisionalspiel   |
| Lions Gesamt                       | Lions Gesamt     | 38             | 28             | 1              | 58,1                                                  |                     | 2          | 2           | 50,0       |                                                                 |
| Gesamte Karriere                   | Gesamte Karriere | 44             | 35             | 1              | 55,6                                                  |                     | 2          | 2           | 50,0       |                                                                 |
| Quelle: pro-football-reference.com |                  |                |                |                |                                                       |                     |            |             |            |                                                                 |

*Interimstrainer